# Dansatoarea de la Mohenjo-daro
Dansatoarea de la Mohenjo-daro (cunoscută și ca Fata Dansatoare sau pur și simplu ca Dansatoarea; în engleză: Dancing Girl; în urdu: موئن جو داڑو کی رقاسہ; în hindi: नर्तकी) este o sculptură de bronz făcută în aproximativ 2500 î.e.n. în orașul Mohenjo-daro al Civilizației de pe Valea Indului ce se află în prezent pe teritoriul Pakistanului. Statuia măsoară 10,5 centimetri în înălțime (4,1 țoli) și înfățișează o fată stilizată.